# Nine Below Zero
Nine Below Zero (9 Below Zero) est un groupe de blues britannique, qui a joui d'une certaine popularité en Europe, particulièrement de 1980 à 1982.

## Carrière
Le groupe se forme en 1977 dans le sud de Londres grâce au guitariste Dennis Greaves qui contacte le bassiste Peter Clark. Ensemble, ils recrutent le batteur Kenny Bradley et l'harmoniciste et chanteur Mark Feltham. Au départ le groupe s'appelle Stan's Blues Band, et ils jouent pendant deux ans dans les clubs londoniens.
En 1979 alors qu'ils jouent au The Thomas A'Beckett pub, dans la Old Kent Road, ils acceptent une offre de Mickey Modern pour les manager, et c'est lui qui les persuade de changer le nom du groupe pour quelque chose de plus percutant. Dennis Greaves choisit "Nine Below Zero" d'après le titre d'une chanson de Sonny Boy Williamson II. À cette époque, le musicien Mickey Modern est sous contrat chez A&M Records, après avoir produit les maquettes du groupe, il persuade A&M de lui laisser un label avec lequel il lancera la carrière de Nine Below Zero ; ce label s'appellera M&L Records.
Sous la direction créative de Mickey Modern, le groupe joue à temps plein. En 1980, il fait paraître son premier album, Live at the Marquee, enregistré le 16 juin 1980 dans le fameux club londonien, sur lequel Stix Burkey remplace Kenny Bradley à la batterie. Dès la fin de l'année, ils deviennent l'une des attractions les plus populaires des clubs de Londres, amenant à eux une audience venant d'autres genres musicaux, notamment de la New wave of British heavy metal, audience attirée par leur son au tempo rapide et énergique. Ils sont à l'affiche de l'Hammersmith Odeon avec en vedette le bluesman respecté Alexis Korner, un défenseur de longue date des nouveaux talents du Blues électrique.
En 1981, paraît leur second album, Don't Point Your Finger, produit par Glyn Johns. Glyn Johns trouve que la basse est trop faible pour les nouvelles chansons. Suivant ses conseils, le groupe remplace le bassiste Peter Clark par Brian Bethall. Vient une période où les Nine Below Zero passent à la télévision presque chaque semaine. Ils apparaissent dans The Chris Tarrant Show, South Bank Show, O.T.T., le Old Grey Whistle Test, et font la première partie des Kinks et des Who en tournée. Le groupe joue le titre 11+11 dans le premier épisode (Demolition) de la comédie tv de la BBC, The Young Ones. Don't Point Your Finger grimpera à la 56e place sur le classement des ventes d'albums UK Albums Chart.
Sorti en 1982, leur troisième album, Third Degree, contient la chanson 11+11, écrite par Dennis Greaves et Mickey Modern. L'album est mal reçu par le public, ce qui provoque des tensions au sein du groupe. La maison de disques, qui a vent de l'agitation, se désintéresse d'eux. Third Degree sera malgré cela leur album le mieux placé dans les palmarès anglais : il y sera classé pendant six semaines, jusqu'à atteindre la 38e place. Finalement, le groupe décide de se séparer. Brian Bethall obtiendra plus tard un certain succès avec The Blow Monkeys, Mark Feltham, lui, travaillera en studio, notamment avec Rory Gallagher.
Mickey Modern a souvent émis l'idée de reformer Nine Below Zero à Arnold mais celui-ci s'occupe de The Truth et considère que reformer Nine Below Zero serait un retour en arrière. Cependant, l'intérêt de IRS Records dans The Truth s'évanouit en 1990 et Modern persuade Feltham et Greaves de se réunir pour un concert du dixième anniversaire. Il convainc également Arnold, qui travaille à ce moment avec Harvey Goldsmith (un promoteur de concerts), d'assurer le montage de l'événement au Town and Country Club ; ce sera un succès, joué à guichets fermés. Encouragés, ils décident de rester ensemble, avec Gerry McAvoy à la basse et Brendan O'Neill à la batterie (deux ex-musiciens du groupe de Rory Gallagher). En 1992 Mark Feltham les quitte en raison de divergences musicales et sera remplacé par l'harmoniciste Alan Glen, il reviendra par en 2001 et le groupe continuera à tourner et à enregistrer, trouvant grâce aux yeux d'un public fidèle.
En 2005, leur titre, Go Girl est inclus dans le CD de compilation humanitaire paru à la suite du désastre du tsunami de décembre 2004 ; Of Hands and Hearts: Music for the Tsunami Disaster Fund.
Le 21 septembre 2009 le nouvel album It's Never Too Late est une vraie réussite et coïncide avec l'anniversaire des trente ans de scène.
Du 10 au 14 novembre 2010, ils entament une tournée de concerts en France en compagnie du Blues Power Band, un groupe de Blues Rock français.
Depuis 2012 Brian Bethell, bassiste sur l'album "Third Degree", a repris du service en remplacement de Gerry McAvoy qui entame une autre carrière
aux côtés de Ted Mc Kenna, ex-batteur de Rory Gallagher, et de Marcel Scherpenzeel, dans le groupe "Band of Friends".

## Discographie[3]

### Albums
- Live at the Marquee - 1980 - A&M
- Don't Point Your Finger - 1981 - A&M
- Third Degree - 1982 - A&M
- Live at the Venue - 1989 - Receiver
- Off The Hook - 1992 - China Records
- Special Tour Album 93 - 1993 - China Records
- Live in London - 1997 - Indigo
- On the Road Again - 1998 - Diablo
- Refrigerator - 2000 - Zed
- Give Me No Lip Child - 2000 - Indigo
- Chilled - 2002 - Zed
- Hat's Off - 2005 - Zed
- Both Sides of Nine Below Zero - 2008 - Angel Air
- It's Never Too Late! - 2009 - Zed Records